# Преступление Дональда
«Преступление Дональда» (англ. Donald's Crime) — американский короткометражный мультфильм 1945 года, созданный Walt Disney Productions и выпущенный RKO Radio Pictures.
Мультфильм был номинирован на премию Оскар за лучший анимационный короткометражный фильм на 18-й церемонии вручения премии Оскар в 1946 году, но проиграл двадцать второму эпизоду из знаменитого мультсериала «Том и Джерри» Тихо, пожалуйста!

## Роли озвучивали
- Дональд Дак — Кларенс Нэш
- Дейзи Дак — Глория Блонделл

## Цензура
Сцена, в которой племянники Дональда играют с игрушечными пистолетами, была вырезана как слишком жестокая. Другая сцена, в которой Дональд курит сигару, также была вырезана из-за употребления табака.

## Выпуск
Также мультфильм был выпущен 6 декабря 2005 года в составе сборника Walt Disney Treasures: The Chronological Donald, Volume Two: 1942—1946.